# San José Atotonilco
San José Atotonilco är en ort i Mexiko.   Den ligger i kommunen Santos Reyes Nopala och delstaten Oaxaca, i den sydöstra delen av landet, 400 km sydost om huvudstaden Mexico City. San José Atotonilco ligger 500 meter över havet och antalet invånare är 604.
Terrängen runt San José Atotonilco är lite bergig. Runt San José Atotonilco är det ganska tätbefolkat, med 58 invånare per kvadratkilometer. Närmaste större samhälle är Santos Reyes Nopala, 4,0 km öster om San José Atotonilco. Omgivningarna runt San José Atotonilco är en mosaik av jordbruksmark och naturlig växtlighet.